# Born in the Echoes
Born in the Echoes è l'ottavo album in studio del gruppo di musica elettronica inglese The Chemical Brothers, pubblicato nel 2015.

## Tracce
- Edizione standard

1. Sometimes I Feel So Deserted – 5:11
2. Go – 4:20
3. Under Neon Lights – 4:26
4. EML Ritual – 5:20
5. I'll See You There – 4:20
6. Just Bang – 5:21
7. Reflexion – 6:29
8. Taste of Honey – 2:59
9. Born in the Echoes – 3:26
10. Radiate – 4:39
11. Wide Open – 5:54

- Tracce bonus edizione deluxe

1. Let Us Build a City – 4:34
2. Wo Ha – 4:30
3. Go (Extended Mix) – 5:54
4. Reflexion (Extended Mix) – 7:19

## Formazione
Gruppo
- Tom Rowlands
- Ed Simons

Ospiti
- Beck – voce in Wide Open
- Cate Le Bon – voce in Born in Echoes
- Annie Clark – voce in Under Neon Lights
- Ali Love – voce in EML Ritual
- Q-Tip – voce in Go